# Cyanagapanthia bicolor
Cyanagapanthia bicolor là một loài bọ cánh cứng trong họ Cerambycidae.